# Võro nyelv
A võro nyelv (võróul: võro kiil; észtül: võru keel) az uráli nyelvek finn ágához tartozó nyelv. Hagyományosan az észt nyelv egyik déli nyelvjárásának tekintették, de ma már önálló irodalmi nyelvvel rendelkezik, és arra törekednek, hogy hivatalosan is elfogadják mint autochton regionális nyelvet Észtországban. A võro nyelvnek 70-75 000 anyanyelvi beszélője van elsősorban Délkelet-Észtországban, a történelmi Võroföld (Võrumaa) nyolc községében: Karula, Harglõ, Urvaste, Rõuge, Kanepi, Põlva, Räpinä és Vastseliina. Jelenleg ezek a községek a Võrumaa és Põlvamaa megye részét képezik, részben pedig benyúlnak Valgamaa és Tartumaa megyébe. Võro beszélők szintén élnek még Tallinnban, Tartuban és szerte Észtországban.

## Történelem
A võro nyelv a Dél-Észtországban beszélt régi regionális nyelvből származik; a standard észt nyelv (ami az észak-észtországi nyelvjárásokon alapszik) csak nagyon kis mértékben hatott rá. A võro nyelvet régebben a történelmi Võromaatól délebbre és keletebbre, a déli észt enklávékban is beszélték, Lutsi, Leivu és Kraasna területén (melyek a mai Lettországban és Oroszországban találhatóak). A võro mellett pedig a déli észt korabeli változatait is, mint a mulgi, tartu és szetu nyelveket vagy nyelvjárásokat.
1686-ban adták ki az Újtestamentum déli észt fordítását (Wastne Testament), ami a legkorábbi írott források egyike. Habár a déli észt jelentősége csökkenni kezdett az 1880-as évek után, a nyelv mégis kezdett újjáéledni az 1980-as évek végén.
A hivatalos võro zászlót 2013 februárja óta használják.

## Jelenlegi helyzet
Az észtek legnagyobb része a võro nyelvet a déli észt modern szinonimájaként használja. A legismertebb észt drámaírók, költők és írók műveiben is megjelenik a võro nyelv (Madis Kõiv, Kauksi Ülle, Jaan Kaplinski, Ain Kaalep stb.) Az Uma Leht (’A mi saját újságunk’) egy kéthetente megjelenő võro nyelvű újság. 26 köziskolában tartanak heti rendszerességgel modern võronyelv-órákat (többnyire szabadon választható óraként).
A 2004-es Eurovíziós Dalfesztiválon Észtországot a Neiokõsõ együttes képviselte, akik a „Tii” című számot énekelték võro nyelven. A standard észt nyelv veszélyezteti a võro nyelvet, mert a kormány nem tesz jogi lépéseket a nyelv védelméért.

## Hangtan

### Magánhangzók
|       | Magas        | Magas      | Mély         | Mély       |
|       | Kerekítetlen | Kerekített | Kerekítetlen | Kerekített |
| Zárt  | i            | y          | ɨ            | u          |
| Közép | e            | ø          | ɤ            | o          |
| Nyílt | æ            |            | ɑ            |            |

A võróban is ismert a magánhangzó-harmónia.

### Mássalhangzók
|             | Bilabiális | Labiodentális | Alveoláris | Postalveoláris | Palatális | Veláris | Glottális |
| Zárhang     | p pʲ       |               | t tʲ       |                |           | k kʲ    | ʔ         |
| Nazális     | m mʲ       |               | n nʲ       |                |           | ŋ ŋʲ    |           |
| Réshang     |            | v vʲ          | s sʲ       |                |           |         | h hʲ      |
| Approximáns |            |               | l lʲ       |                | j         |         |           |
| Pergetett   |            |               | r rʲ       |                |           |         |           |

## Nyelvminta
Az Emberi Jogok Egyetemes Nyilatkozatának 1. cikkelye: „Kõik inemiseq sünnüseq avvo ja õiguisi poolõst ütesugumaidsis. Näile om annõt mudsu ja süämetunnistus ja nä piät ütstõõsõga vele muudu läbi käümä.”

## Alapköszönések
- Tereq! – Szia! Jó napot!
- (Tere) hummogust – Jó reggelt!
- (Tere) õdagust – Jó estét!
- Hääd üüd / hüvvä üüd – Jó éjt!
- Näemiq – Viszlát.
- Hüvvä / hääd nägemist – Viszontlátásra!
- Rõõm nätäq – Örülök, hogy megismertelek.
- Aiteh / Aitjumma – Köszönöm.
- Kuis lätt – Hogy vagy?
- Häste – Jól vagyok.
- Olõq terveq tulõmast! – Üdvözlet!

## Fontos szavak és kifejezések
- jah / jaa – igen
- ei – nem
- ma olõ – én vagyok
- maq, saq, tä – én, te, ő
- miiq, tiiq, nääq – mi, ti ők
- seo – ez
- taa / tuu – az
- muidoki – természetesen
- Mul om – Nekem van
- Sul om – Neked van
- Kas sul om? – Van neked?
- Mul olõ-õiq – Nekem nincs.
- üts, kats, kolm, neli, viis – egy, kettő, három, négy, öt
- kuus, säidse, katõsa, ütesä, kümme – hat, hét, nyolc, kilenc, tíz
- sada, tuhat, mill'on – száz, ezer, millió
- vabandust / pallõ andis – sajnálom, elnézést
- vesi – víz
- Eesti – Észtország
- Võromaa – Võroföld
- võro kiil – võro nyelv
- võrokõnõ – võro (személy)
- eestläne – észt (személy)
- saa-i arvo – Nem értem
- saa arvo – (Én) értem
- Kas võro kiilt mõistat? – Tudsz võróul?
- Kas inglüse kiilt kõnõlõt? – Beszélsz angolul?
- Ma olõ ingläne / ameeriklanõ / kanadalanõ / austraallanõ / vahtsõmeremaalanõ / iirläne / sotlanõ – Angol / amerikai / kanadai / ausztrál / új-zélandi / ír / skót vagyok.
- Kon sa elät / kon ti elät? – Hol laksz?

## Fordítás
Ez a szócikk részben vagy egészben  a   Võro language című angol Wikipédia-szócikk ezen változatának fordításán alapul.  Az eredeti cikk szerkesztőit annak laptörténete sorolja fel. Ez a jelzés csupán a megfogalmazás eredetét és a szerzői jogokat jelzi, nem szolgál a cikkben szereplő információk forrásmegjelöléseként.